# Гераниол
Геранио́л — спирт, представитель терпеноидов, родственный мирцену.
Гераниол C10H18O состоит из двух форм:
- α-форма: α-(транс-3,7-диметил-2,7-октадиен-1-ол)
- β-форма: β-(транс-3,7-диметил-2,6-октадиен-1-ол)

## Свойства
Бесцветная или светло-жёлтая жидкость с запахом розы. Растворяется в этаноле и пропиленгликоле, плохо растворяется в воде.
Химические свойства гераниола обусловлены наличием двойной связи и первичной спиртовой группы и не отличаются от свойств аналогичных соединений (алкенов и первичных спиртов).

## Нахождение в природе
Гераниол содержится в гераниевом, цитронелловом, розовом, пальмарозовом, лемонграссовом и некоторых других эфирных маслах. В виде сложных эфиров присутствует в эфирном масле из плодов дикой моркови. Придаёт приятный аромат садовым розам и винной мальвазии.

## Способы получения
Гераниол получают из эфирных масел, а также химическим способом:
- селективным гидрированием цитраля
- изомеризацией линалоола в присутствии ванадиевых катализаторов
- из мирцена и изопрена

## Применение
Гераниол относится к душистым маслам, применяется для составления парфюмерных композиций, ароматизации мыла и моющих средств. Используется также в синтезе других душистых веществ (цитраля, сложных эфиров).